# Норвежский книжный клуб
Норвежский книжный клуб — группа книжных клубов, которая с 1961 года продает книги норвежским семьям по почте. Группа принадлежит трем издательствам Gyldendal (48,5 %), Aschehoug (48,5 %) и Pax forlag (3 %).

## История
Норвежский книжный клуб был основан 1 сентября 1961 года издательствами Gyldendal, Aschehoug, Tiden Norsk Forlag и Cappelen. Профилем клуба было переиздание известных книг. Первой книгой, которую они опубликовали, была «Перл Бак „Земля“». Через девять месяцев после основания в компании насчитывалось более 15 000 членов, а в 1969 году их число превысило 100 000 человек. Сегодня[когда?] книжный клуб насчитывает более 200 000 членов. В 1960-е годы клуб расширил свою деятельность за счет поэзии и «дополнительных книг». В 1971 году был основан Bokklubbens Barn (норв. Дети книжного клуба). С созданием в 1976 году Книжного клуба «Новые книги» группа начала продавать недавно изданную современную литературу.
Графический профиль книжного клуба с 1961 по 1980 год отмечен обложкой книги Ханса Йоргена Томинга.
Bokklubben Dagens Bok был основан в 1984 году издательствами Pax и Oktober как радикальная альтернатива Bokklubben Nye Bøker. После десяти лет работы клуб был приобретен и объединен с Ekstrabokklubben в Bokklubben Kunnskap og kultur. Когда издательство Cappelen было куплено шведской издательской группой Bonniers в 1987 году, три года спустя издательство отказалось от сотрудничества с Норвежским книжным клубом и в 1991 году учредило собственный книжный клуб.
В то время как книжный клуб в первые годы своего существования уделял все внимание «книге месяца», в последние годы он разработал полностью разнообразное распространение новых книг и фильмов. Разница между акцентом Den norske на переиздании и одновременностью «Новых книг» также была размыта в пользу сегментации рынка, которая, по-видимому, вдохновлена разделением норвежских потребительских привычек в Norsk Monitor: «традиционный материалист» и «современный материалист», соответственно. Рыночное подразделение Norsk Monitor, похоже, также лидирует в Bokklubben Dagens Bok, нацеленном на «современных идеалистов», в то время как Ekstrabokklubben предлагал книги для «традиционных идеалистов». Руководство книжных клубов, вероятно, считало эти два сегмента слишком маленькими, чтобы быть финансово жизнеспособными, и, возможно, также частично совпало.
Также было показано, что распространение книжных клубов является подходящим способом выявления и поддержания «сегментов рынка» или групп читателей с в значительной степени идентичными предпочтениями в чтении. Книжные клубы Villmarksliv, Mat og vinglede и Kursiv являются примерами предложений для нишевых интересов.

## Издания
- Живая классика книжного клуба (1982-1990)
- Библиотека культуры (100 важнейших научных книг всех времён) (с 1998)
- Священные Писания мира[норв.] (2000-2015)
- Всемирная библиоте́ка (100 лучших книг всех времён) (с 2002 года)

## Мероприятия
- Книжная ванна[норв.] (1991–)
- Синяя книга (2001–2005)
- FAGforeningen (2002–2005)
- Бронируйте в центре[норв.] вместе с книжным магазином Tanum у Карла Йохана в Осло (1997–2007)
- Книжная вечеринка в Опере (2008–)

## Редакторы
- Øystein Øystå (1961–1964)
- Johan Fredrik Heyerdahl (1964–1982)
- Ove André Eriksen (1982–1984)
- Torhild Viken (1983–1998)
- Runhild Skjølaas (1998–)

## Административный директор
- Henrik P. Thommessen (1961–1964)
- Knut T. Giæver (1964–1991)
- Kristenn Einarsson (1991–2010)
- Kari Møller (2011–2022)
- Ingeborg Volan (2022–)

## Администраторы
- 1961-1964: Henrik P. Thommessen
- 1964-1991: Knut T. Giæver
- 1991-2010: Kris Einarsson
- 2011-: Kari Mills